# Antipodogomphus hodgkini
Antipodogomphus hodgkini är en trollsländeart som beskrevs av Watson 1969. Antipodogomphus hodgkini ingår i släktet Antipodogomphus och familjen flodtrollsländor. Inga underarter finns listade i Catalogue of Life.